# Schneeball

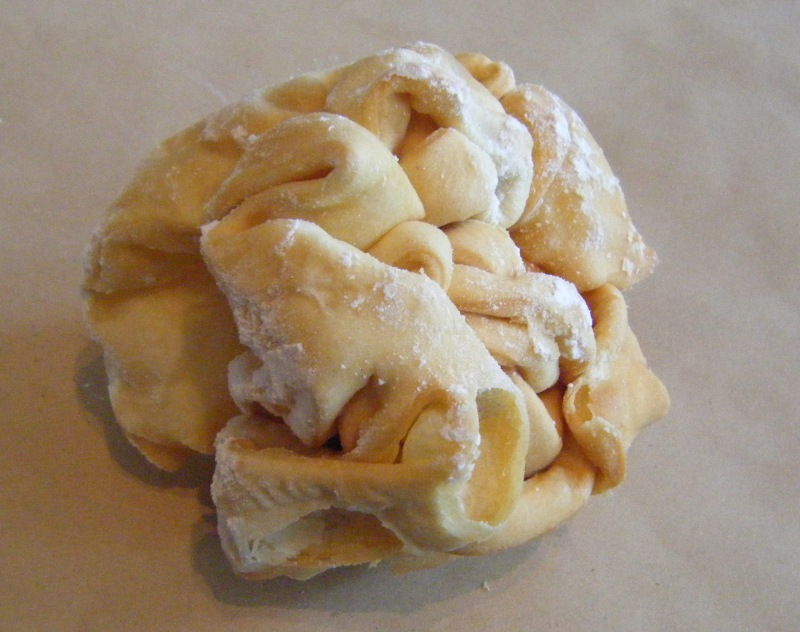
Um Schneeball.

Um Schneeball ou Schneeballen (plural: Schneebälle e Schneeballen, respectivamente), bola de neve em português, é uma massa feita com massa quebrada e é especialmente popular na área de Rothenburg ob der Tauber. Seu nome deriva de sua forma redonda, em forma de bola, com um diâmetro de oito a dez centímetros, e de sua decoração tradicional com açúcar de confeiteiro branco. É também chamado de Storchennest (ninho de cegonha).

## História
Esse tipo de pastelaria é conhecido há pelo menos 300 anos nas regiões da Francônia e Hohenlohe (nordeste de Baden-Württemberg), onde é muito popular. Servido apenas em ocasiões especiais, como casamentos no passado; Atualmente, eles estão disponíveis durante todo o ano e podem ser encontrados em Rothenburg ob der Tauber em padarias, confeitarias e cafés. Na própria cidade existem até empresas especializadas em pastelaria, constantemente lançando novas variações. Além das clássicas polvilhadas com açúcar de confeiteiro, existem receitas envidraçadas com chocolate e nozes ou recheadas com maçapão. Como a massa é considerada o prato de assinatura da cidade, é uma lembrança muito comum.

## Preparação
Os ingredientes principais são farinha, ovos, açúcar, manteiga, creme e aguardente de ameixa.
Para dar a forma característica, a massa é estendida e cortada em tiras iguais com um cortador de massa. As tiras são então dispostas alternadamente por cima e por baixo de um graveto ou no cabo de uma colher de pau. Eventualmente, o bastão é levantado e removido lentamente enquanto as tiras de massa são formadas em uma bola solta. Usando um suporte redondo especial chamado Schneeballeneisen para manter a forma, a bola é frita em gordura fervente até dourar e finalmente polvilhada com açúcar de confeiteiro enquanto quente.
O schneeball é uma massa seca, semelhante a um biscoito, por isso tem uma vida útil longa - cerca de oito semanas sem refrigeração.

## Galeria

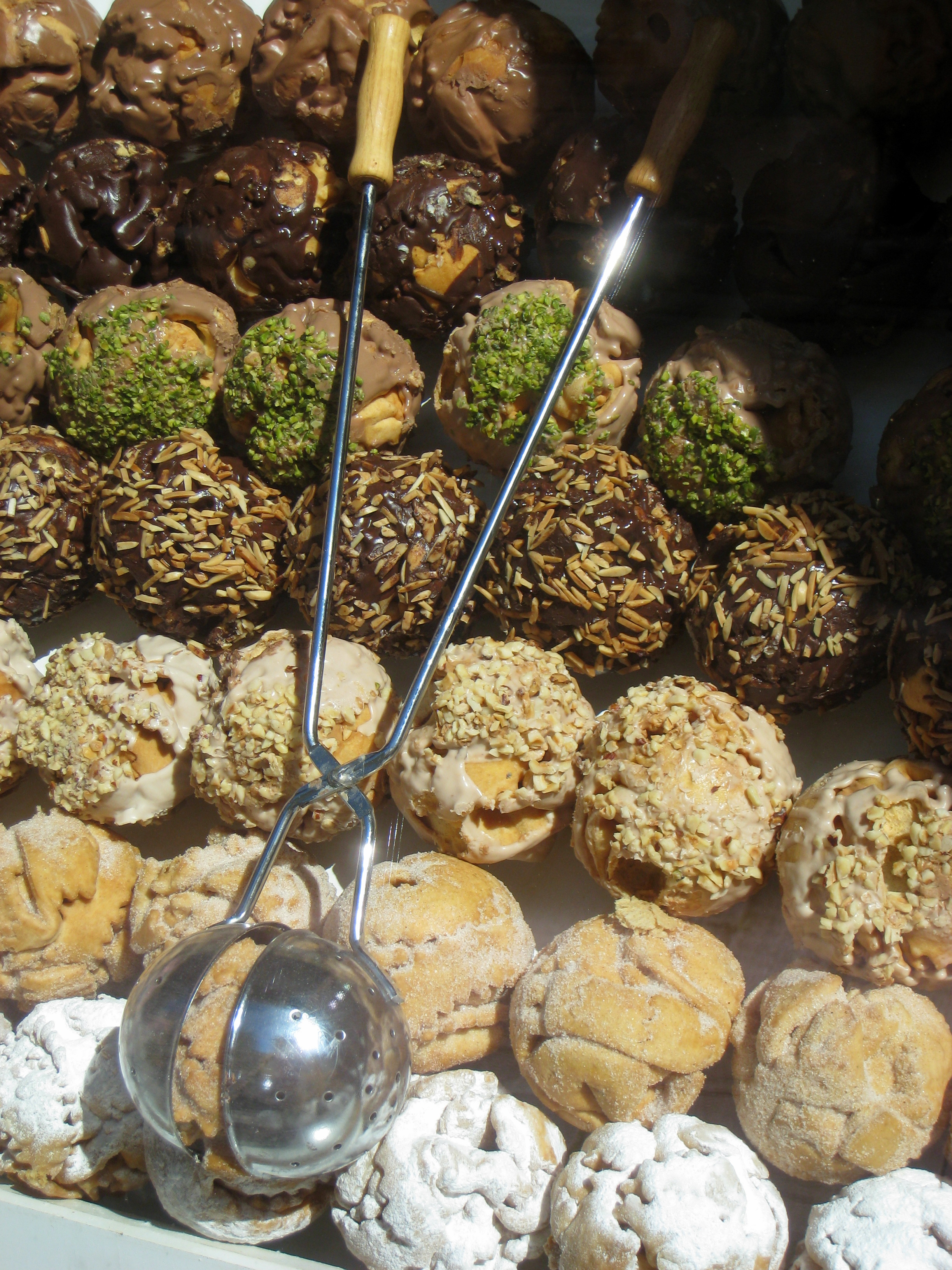
Schneeballen, com o suporte especializado para fritar
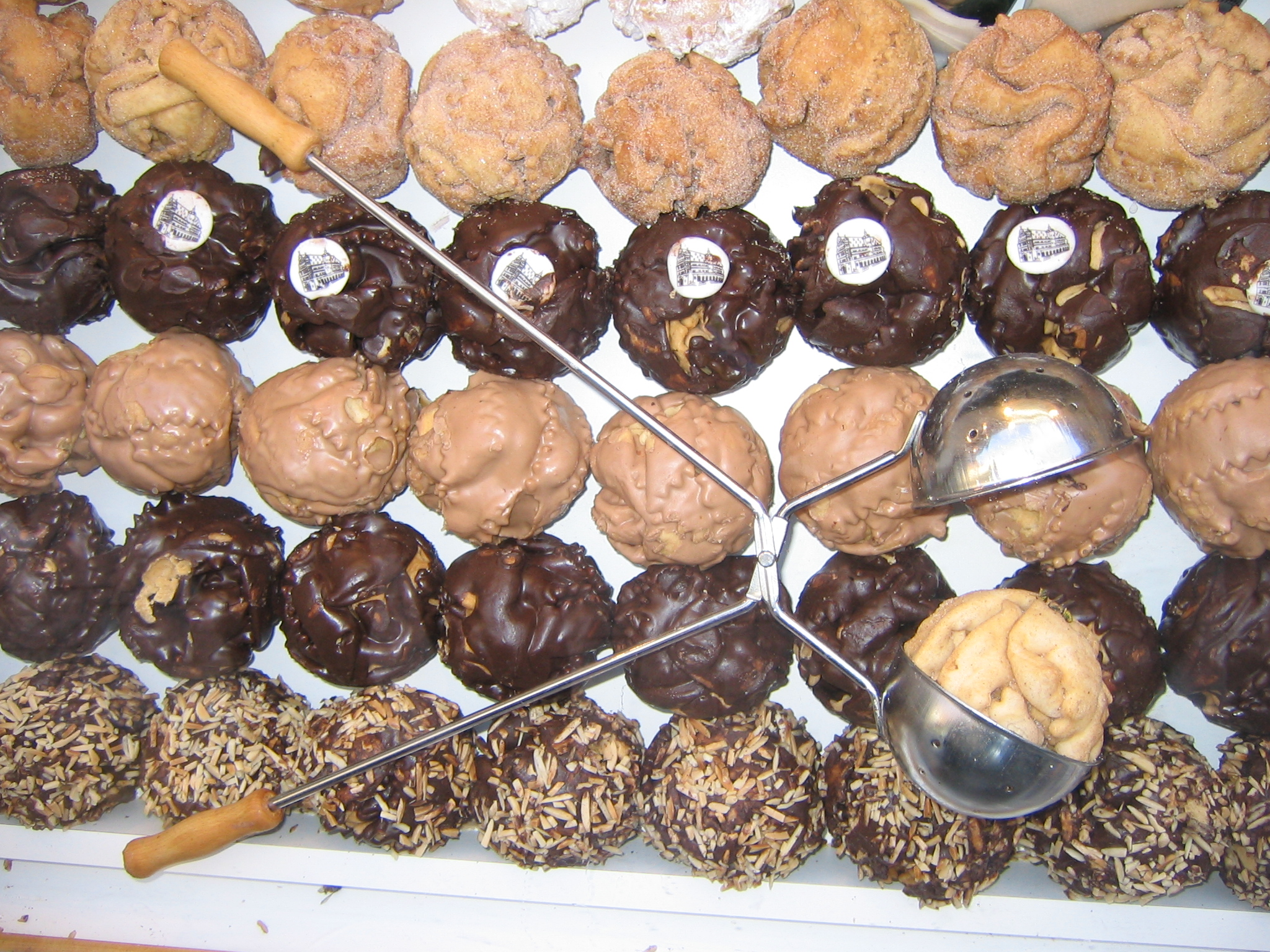
Schneebälle à mostra
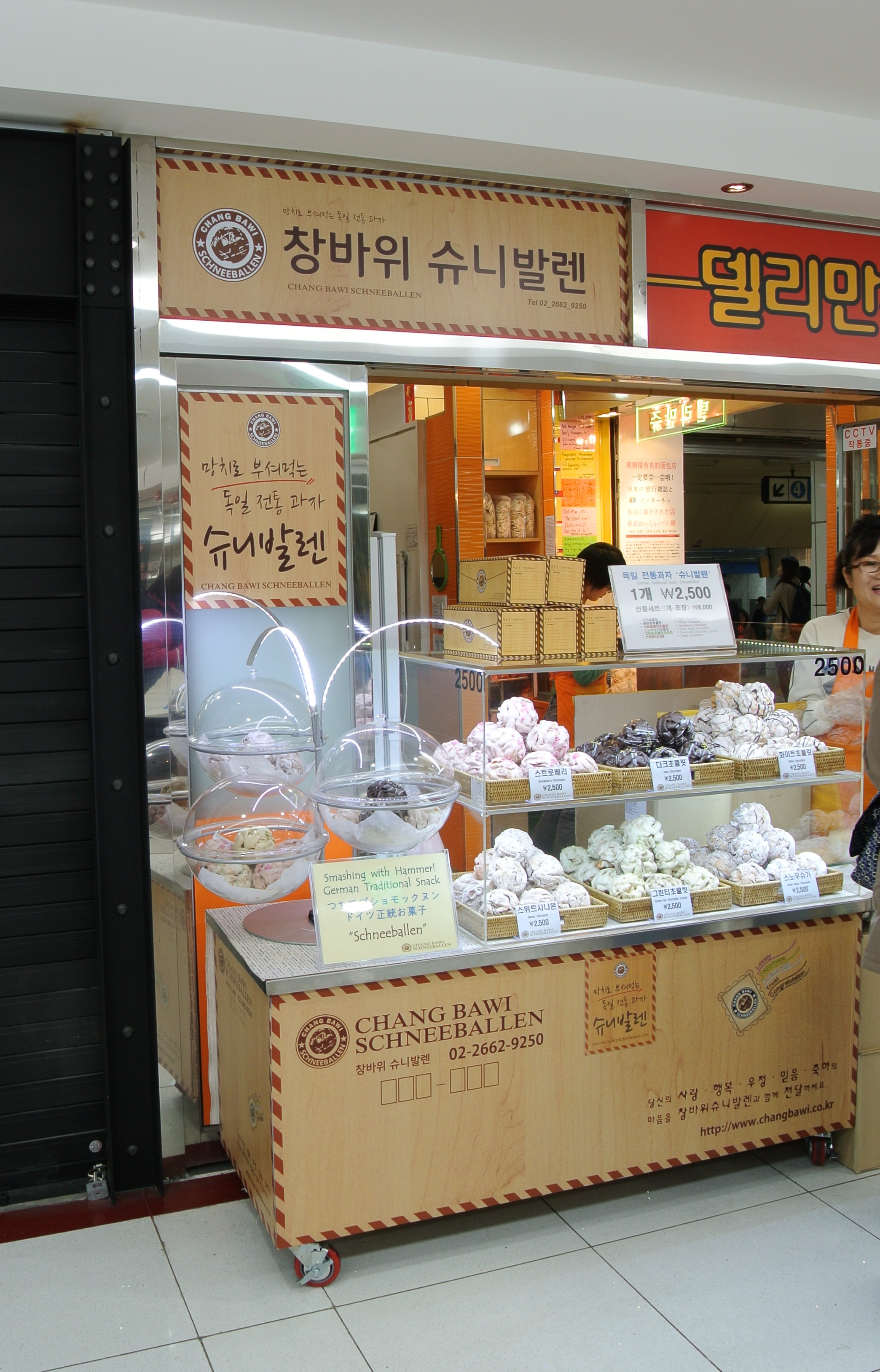
Schneebälle shop em um shopping center em Seoul, Coreia do Sul